# 吕其明
吕其明（1930年5月—），男，安徽无为人，中国作曲家，上海电影制片厂电影作曲，中国音乐家协会理事。作品有《红旗颂》、《弹起我心爱的土琵琶》、《谁不说俺家乡好》、《白求恩在晋察冀》、《使命》。1945年9月加入中国共产党，2021年6月29日获颁七一勋章。

## 生平
1940年加入新四军，1945年加入中國共產黨。1949年5月26日，吕其明随华东军区文工团進入上海。1949年11月，吕其明成为上海电影制片厂乐团小提琴演奏员。1951年，吕其明调至北京新闻电影制片厂。1955年，吕其明调回上海电影制片厂。吕其明曾担任上海爱乐乐团前身上海电影乐团的团长。

## 家庭
父亲吕惠生曾為新四军第七师皖江抗日根据地行政署主任。1945年抗戰勝利北撤途中被國民党政府杀害。